# Edvin Ozolin
Edvīns Ozoliņš (en russe : Эдвин Озолин, en letton : Edvīns Ozoliņš, né le 12 février 1939 à Leningrad) est un ancien athlète soviétique (letton), spécialiste du sprint.
En 1960, il obtient la médaille d'argent lors des Jeux olympiques de Rome, avec le relais soviétique, en 40 s 1. Il remporte de nombreux titres soviétiques sur 100 m et 200 m entre 1960 et 1966.